# Hans Sauerbruch
Hans Ferdinand Sauerbruch (* 6. Januar 1910 in Marburg; † 6. März 1996 in Konstanz) war ein deutscher Zeichner, Maler und Illustrator, der in Zürich, München und Berlin aufwuchs und 50 Jahre in Konstanz wirkte.

## Leben
Hans Sauerbruch war der erste Sohn des bedeutenden Chirurgen Ferdinand Sauerbruch und dessen erster Frau Adeline.  (Deren erstes Kind, eine Tochter, starb wenige Monate nach ihrer Geburt im Herbst 1908 an Kinderlähmung). In seinem zweiten Lebensjahr übersiedelte die Familie nach Zürich, von wo belegt ist, dass ihn seine Mutter oft ins Kunstmuseum mit nahm, was ihn sehr beeindruckte. In Zürich lebten die Sauerbruchs zunächst in der Freien Straße in Zürich-Hottingen, danach in der Florhofgasse neben der Pension Florhof in der Nähe des Kantonsspitals. In dem von Ferdinand Sauerbruch gemieteten alten Patrizierhaus, wo dieser auch eine Privatpraxis betrieb, kamen Hans’ Geschwister Friedrich (* 31. August 1911), Peter (* 5. Juni 1913; † 29. September 2010 in München) und Marilen (* 27. April 1917; † 30. Dezember 2007 in München) zur Welt. 1918 zog die Familie mit dem Vater nach München, wo Hans Sauerbruch u. a. Franz von Stuck kennen lernte und Zeichenunterricht beim Maler und Grafiker Hans Stadelmann bekam.
Bei einem Urlaub in Davos mit etwa 15 Jahren lernte er Ernst Ludwig Kirchner näher kennen. Nach zwei Jahren Privatunterricht ging er in das Theresien-Gymnasium, wo er im März 1928 das Reifezeugnis erwarb.

### Zeit in Berlin
Im selben Jahr zog die Familie nach Berlin und bezog eine Villa am Wannsee in unmittelbarer Nachbarschaft von Max Liebermann, zu dem sein Vater ein freundschaftliches Verhältnis unterhielt.
Er begann auf Wunsch seines Vaters das Studium der Medizin, das er nach dem zweiten Semester abbrach. Der später gern zitierte Rat von Max Liebermann (der anfangs nicht von der Begabung Sauerbruchs überzeugt gewesen war) „Das Brot wird sich der Junge schon verdienen können, ob auch die Butter darauf, das weiß sowieso keiner“  (oder „Det Brot kann er sich schon vadienen. – Wie et mit die Butter is – det weeß ick nich so jenau“) machte ihm Mut, die Künstlerlaufbahn einzuschlagen. Er lernte auf Liebermanns Anraten bei Willy Jaeckel an der privaten Malschule von Alexander von Antalffy und wurde in den Verein Berliner Künstler aufgenommen, wo er das vermutlich jüngste Mitglied war. 1937 hatte er bei einem sechswöchigen Aufenthalt anlässlich der Weltausstellung in Paris Kontakt mit der modernen französischen Kunst. Am 20. April 1936 heiratete Hans Sauerbruch Jadwiga Wolff, Pfarrer war Martin Niemöller. 1937 kam Sohn Ernst auf die Welt.

### Stipendien in Italien
1938 bekam er den Auftrag für eine Wandmalerei in der Charité, die nicht erhalten ist. Diese, sowie die Illustration des Simplicissimus führten zu einem Stipendium der Preußischen Akademie der Künste im italienischen Bergdorf Olevano, wo die Familie von 1938 bis 1941 lebte.
Daran schloss sich ein einjähriges Stipendium an der Villa Massimo in Rom an. Im Mai 1941 kam der zweite Sohn Horst auf die Welt.

### Militärdienst
Im Frühjahr 1942 wurde er zum Militärdienst eingezogen. Während des Zweiten Weltkriegs war er Soldat in Italien (unter anderem in Palermo als Flak-„Leiter“), Russland, auf dem Balkan und in Österreich. Zeitweise war er dabei als Kriegszeichner und Dolmetscher für die italienische Sprache tätig. 1945 kam er in sowjetische Kriegsgefangenschaft, aus der er am Ende des Jahres wegen seines schlechten Gesundheitszustands (er litt an der Ruhr) entlassen wurde. Kurz nach seiner Rückkehr trennte er sich von seiner Frau und den Kindern.

### Zeit in Konstanz
Fast alle seine Bilder und seine Habe gingen in der Zeit bis Kriegsende verloren.
1946 baute sich Hans Sauerbruch in Konstanz eine neue Existenz auf, was ihm, dem „preußischen“ Protestanten in der alemannischen, katholischen Stadt nicht leicht gemacht wurde. Seine früheren Arbeiten, wie auch sein Hab und Gut, waren im Krieg zerstört worden. Er bewohnte anfangs eine kleine Dachwohnung in der Konstanzer Niederburg, dem ältesten Teil der Stadt. Dort entwickelte sich trotz der räumlichen Enge eine Art Künstlertreff, aus dem sich u. a. Der kleine Kreis entwickelte, zu dessen Gründungsmitgliedern Sauerbruch zählt.
1949 heiratete er Erika „Eri“ Windisch. Aus dieser Ehe stammen die Tochter Bettina (* 1949) und der Sohn Matthias (* 1955). Ab 1961 lehrte er an der Konstanzer Volkshochschule Zeichnen, 1963 wurde er an der dortigen Fachhochschule (heute HTWG) Dozent für Zeichnung, Gestaltung und Kunstgeschichte. 1975 trat er in den Ruhestand; 1978 wurde er noch einmal mit einem Lehrauftrag für den Fachbereich Architektur betraut. 1980 beendete er seine Lehrtätigkeit endgültig. Er starb 1996 und wurde auf dem Allmannsdorfer Friedhof von Konstanz-Allmannsdorf beigesetzt.

## Stilprägende Begegnungen
Sauerbruch lernte durch seine Begegnung mit Ernst Ludwig Kirchner die neuartige Kunst kennen. Von Max Liebermann wurde er geprägt. Bei Willy Jaeckel  lernte er gegenständliche Kunst. Zeitgenössische Künstler traf er in den Künstlerlokalen „Die Insel“ und im Romanischen Café.

## Werk
Von Hans Sauerbruch liegt ein umfangreiches Werk vor, bestehend aus Zeichnungen und Illustrationen, Ölbildern und Sgraffiti an Häusern, letztere vor allem im Konstanzer Stadtgebiet.

### Illustrationen und Buchgrafik

#### Illustration
Hans Sauerbruchs erstes Werk größerer Bekanntheit waren 200 Illustrationen zu Grimmelshausens Simplicius Simplicissimus für die Ausgabe der Deutschen Buch-Gemeinschaft 1934, die 1930 entstanden.
- Hans Jakob Christoph von Grimmelshausen: Simplizius Simplizissimus. Der Roman des dreißigjährigen Krieges. Bearbeitet und eingeleitet von Hans W. Fischer, mit vielen Zeichnungen von Hans Sauerbruch. Deutsche Buch-Gemeinschaft, Berlin 1934. Titelbild Titel: Johan Jakob Christoffel von Grimmelshausen: Der abentheüerliche Simplicissiumus.
- Eduard Mörike: Idylle vom Bodensee oder Fischer Martin und die Glockendiebe. Thorbecke, Lindau 1947 (Centenarausgabe. Mit 46 Zeichnungen von Hans Sauerbruch.).
- Friedrich Gerstäcker: Das Wrack. Mit 16 Zeichnungen von Hans Sauerbruch. Lingua, Konstanz 1949.
- C.H. Boehringer Sohn Ingelheim am Rhein (Hrsg.): Bacchus und Äskulap. Eine heitere medizinhistorisch-oinologische Studie. Zeichnungen von Hans Sauerbruch. Bruckmann, München 1951.
- Hans Sauerbruch, Günter Luger: Wie man sich bettet … 75 Stichlinge. Heitere Bildgeschichten in Zeichnungen und Versen. Verlag des Südkurier, Konstanz 1967.
- Dino Larese: Der Papst kam nach Hagenwil. Hagenwiler Legenden. Zeichnungen von Hans Sauerbruch. Amsriswiler Bücherei, Amsriswil 1979.
- Thomas Burth: Gschwätzt wi gmolet. Gedichte und Geschichten in alemannischer Mundart. Mit Zeichnungen von Hans Sauerbruch. Verlag des Südkurier, Konstanz 1980.
- Thomas Burth: Gedanke uf Reise. Gedichte und Geschichten in alemannischer Mundart. Mit Zeichnungen von Hans Sauerbruch. Verlag des Südkurier, Konstanz 1984, ISBN 3-87799-045-2.

- (als) Rosemarie Banholzer: Mir Leit vu heit. Zeichnungen von Prof. Hans Sauerbruch. Rosgarten-Verlag, Konstanz 1991.

#### Zeitung
Ab 1951 lieferte Hans Sauerbruch für über 40 Jahre die Illustration der Kolumne „Lachend in die neue Woche“ für die Montagsausgabe des Südkuriers. In den Jahren 1983 bis 1990 wurde diese Kolumne in Schriftdeutsch von Rosemarie Banholzer gereimt.

### Ölbilder und Aquarelle
Hans Sauerbruchs Malstil blieb stets sachlich, überwiegend gegenständlich, seine Werke sind in der Regel leicht und farbenfroh. Vielen Werken sieht man den guten Zeichner an. Seine Motive fand er oft in Alltagsszenen – auf dem Markt, im Zirkus, oft auch zur Fastnacht – aber er schuf auch Landschaften und Porträts.

### Wandmalereien und Sgraffiti
Bekanntheit erreichte Hans Sauerbruch mit seinen Wandmalereien, Sgraffiti und Plattenmosaiken, vor allem im Stadtgebiet von Konstanz, aber auch darüber hinaus. Rund einhundert Werke an und in Häusern dieser Art sind verzeichnet, 77 Fassadenbilder allein in Konstanz.
Oft handelt es sich dabei um Hauszeichen, die den früher verwendeten Namen der Häuser in moderner Manier interpretieren. Die Mehrzahl dieser Werke hat er in der aufwändigen Technik des Sgraffitos geschaffen. In zwei oder mehrere Lagen von Wandputzen in unterschiedlichen Farben werden die Sgraffitomotive eingeritzt. Dies erfordert eine sorgfältige Planung und hohes handwerkliches Geschick. Während der Ausführung ist ein schnelles Arbeiten (gegen das Abbinden der Putzschichten) notwendig. Die Gipsermeister Blum und Schmid waren bei der Technik behilflich.
Neben den eher kleinformatigen Hauszeichen (ein bis wenige Quadratmeter Größe) gibt es von ihm auch sehr große Werke, die etwa den Giebel eines mehrgeschossigen Wohnhauses zieren.

#### Meersburg

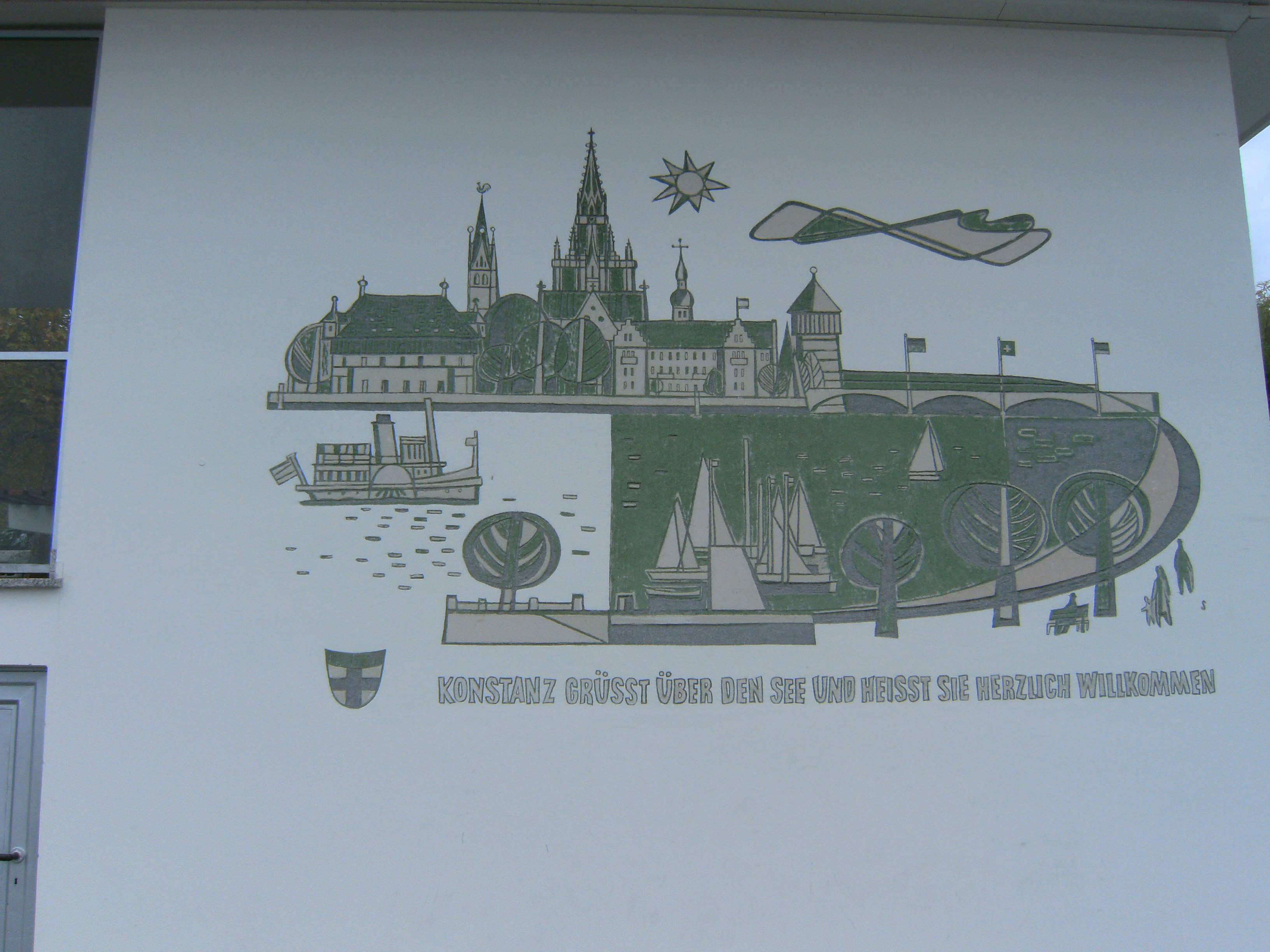
Meersburg, Fährehafen: Sgraffito von Hans Sauerbruch an der Außenseite des Buswartehäuschens. Motiv: Panorama von Konstanz.

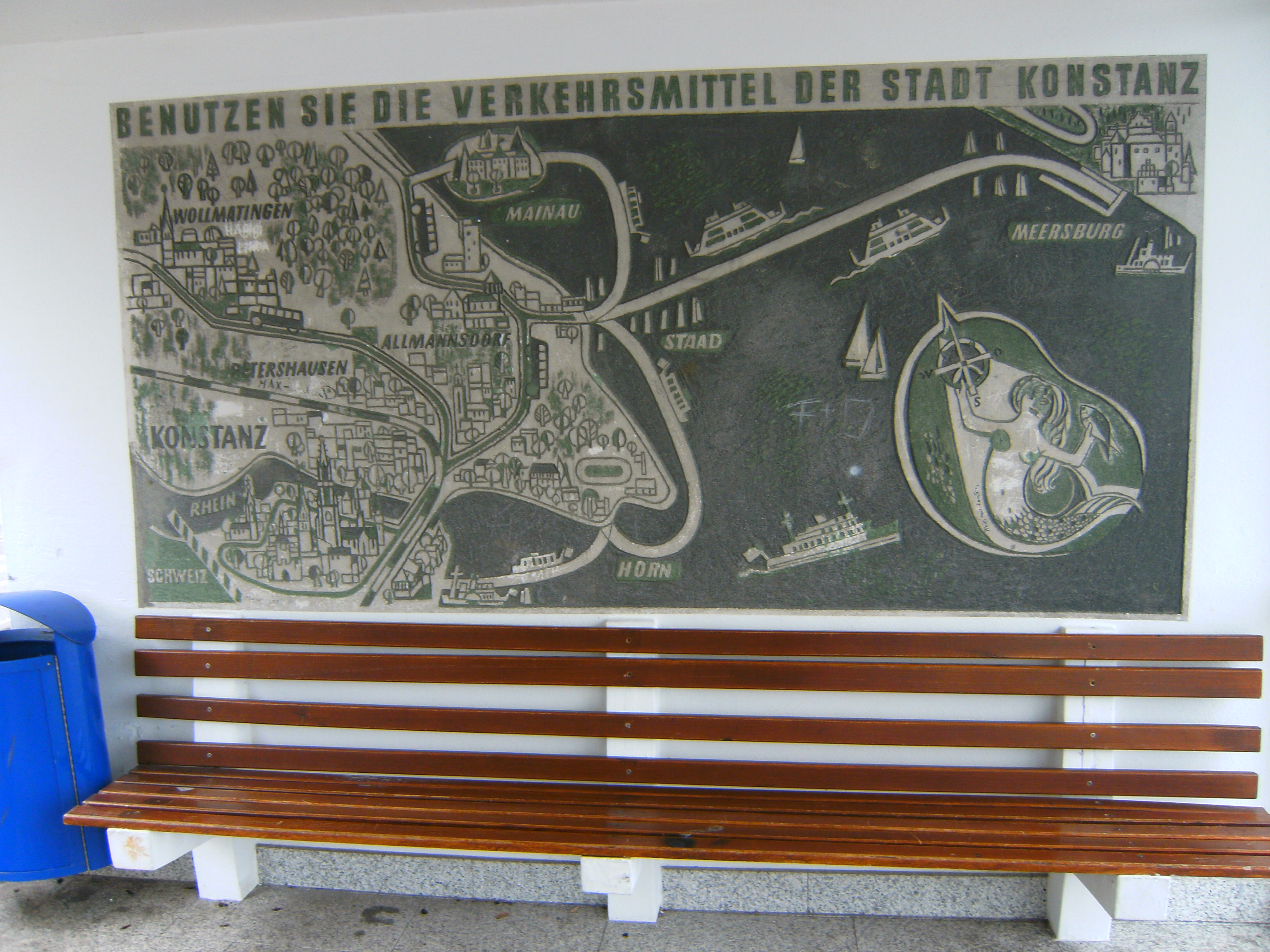
Meersburg, Fährehafen: Sgraffito von Hans Sauerbruch an der Innenseite des Buswartehäuschens. Motiv: Bus- und Schiffsverkehr in Konstanz. Fährverbindung nach Meersburg.

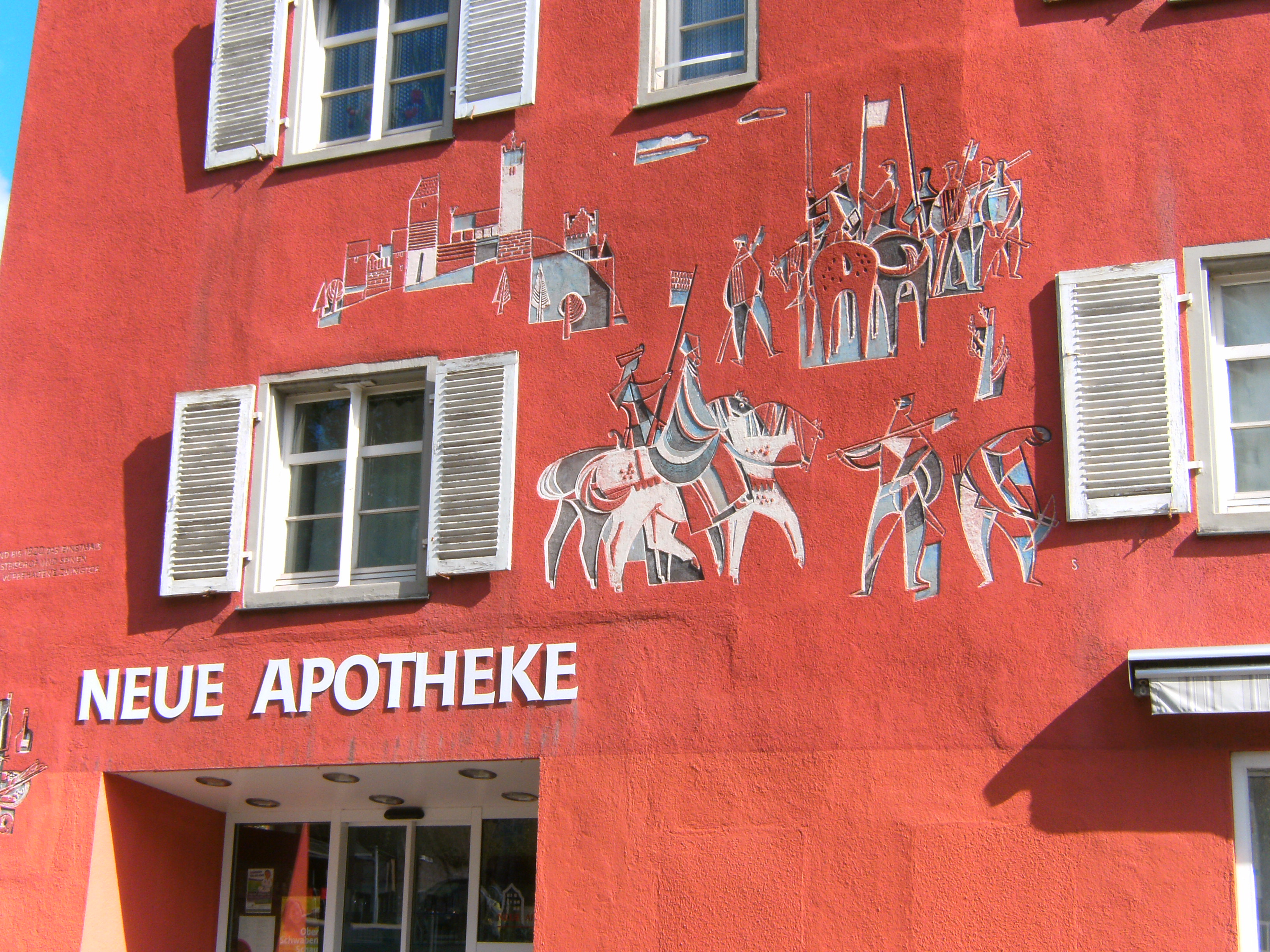
Einzug des Bischofs in seine Residenzstadt in Meersburg

Das Buswartehäuschen am Meersburger Fährehafen weist ein Sgraffito an der Außenmauer auf, in dem das Panorama von Konstanz dargestellt ist: Konzilgebäude, Münster, Rheintorturm und Rheinbrücke. Im Innenbereich des Wartehäuschens ist ein Plan der Stadt Konstanz mit ihren Verkehrsmitteln künstlerisch aufgearbeitet: Bus-, Schiff- und Fährverbindungen.
Am Haus Kirchstraße 6 in Meersburg sind auf rotem Hausanstrich vier Teilszenen dargestellt: der Einzug des Bischofs in seine Residenzstadt Meersburg mit Fahnenträgern, das Alte Schloss und die Szenerie der Stadt, ein Text zur Erinnerung an das abgerissene Zwingtor der Oberstadt und die Darstellung von Früchten, Getränken, Fisch und Fasan zur Erinnerung an die Nutzung des Hauses als Lebensmittelgeschäft.

#### Konstanz

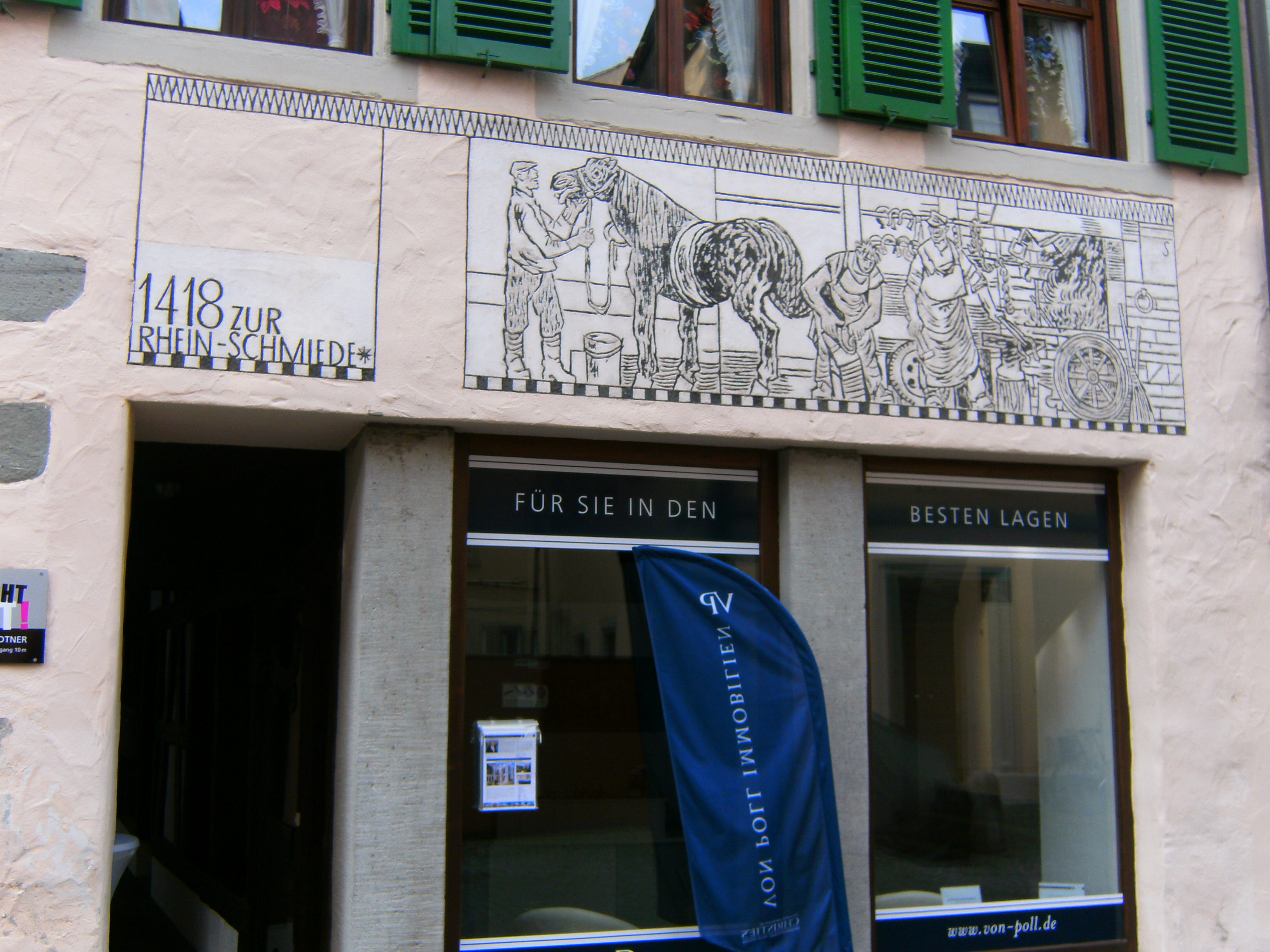
Rheingasse in der Niederburg in Konstanz: Sgraffito von Hans Sauerbruch, 2. Fassung.

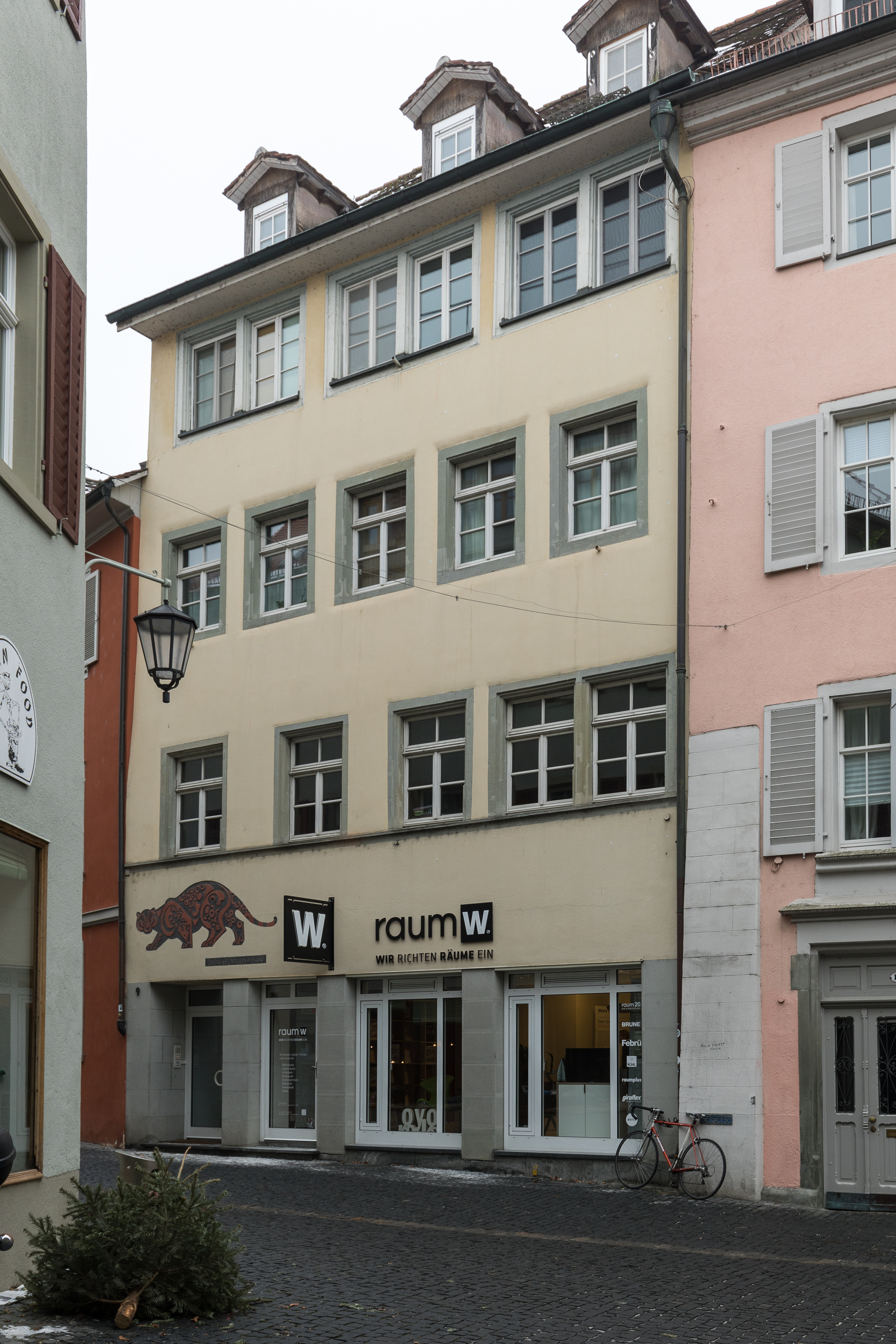
"Zum Leopard (1399)", Inselgasse 9, Konstanz

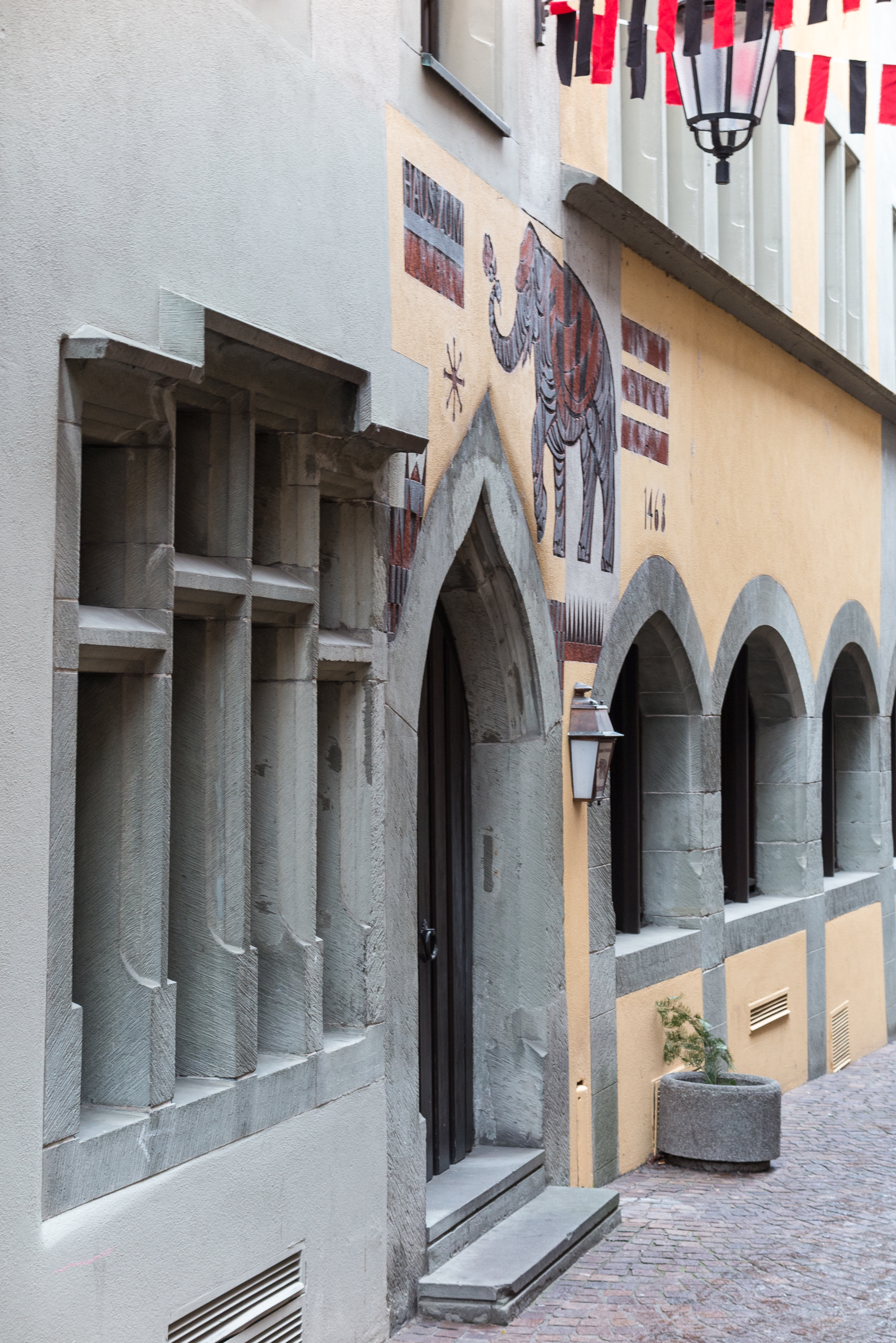
Haus zum vorderen Elephanten, Salmannsweilergasse, Konstanz

Das Haus Rheingasse 17 in der Konstanzer Niederburg weist das Sgraffito Zur Rheinschmiede auf. Es ist die zweite veränderte Fassung des Sgraffitos durch Sauerbruch von 1989, nachdem das Haus rekonstruiert wurde. Das Sgraffito zeigt die Funktion des Hauses als Schmiede. Das Haus selber entstand durch die Zusammenlegung der Häuser Zum Weinstock und Zum Vogel Strauß.
Das Hauszeichen des Hauses zum Leopard, Inselgasse 9 in der Konstanzer Niederburg ist ein Dreischichten-Sgraffito von 1962. In den ockerfarbenen Fassadenputz sind die Umrisse in schwarzem und die Körperpartien in rotem Gips gehalten. Der Leopard hat eine schleichende Haltung.
Das Hauszeichen des Hauses zum vorderen und zum hinteren Elefant in der Salmannsweilergasse 36 entstand 1980. Das Sgraffito befindet sich zwischen zwei Hauseingängen. Der Elefant ist in grau mit schwarzen Linien gehalten. Er ist mit einer schwarz-roten sattelförmigen Decke geschmückt. Auch der Kopf ist rot verziert.

#### Erhaltung der Sgraffiti
Sgraffiti entstehen durch eingefärbte Mineralputze und sind widerstandsfähig gegenüber Verwitterung. Einige der Wandbilder von Hans Sauerbruch sind wegen der energetischen Sanierung der Gebäude von Verlust oder zumindest Überdeckung bedroht. Sein Sgraffito von 1957 im Schobuliweg 9/11 im Konstanzer Stadtteil Paradies, in dem an die landwirtschaftliche Vergangenheit des Stadtteils erinnert wird, wurde nach Protesten aus der Bevölkerung trotz Restaurierung der Fassade durch Innendämmung statt Außendämmung vor dem Vergessen bewahrt.

### Ein Vortrag
Von Hans Sauerbruch ist das Manuskript eines Vortrages überliefert, in dem er 1973 „vor Kunstfreunden in Singen“ aus seinem Leben und den vielen Begegnungen mit anderen Künstlern berichtete. Dieser ist in wesentlichen Teilen im Hegau-Jahrbuch 2016 veröffentlicht.

## Ehrungen
- 1976: Bundesverdienstkreuz am Bande,
- 1976: Ehrenmitglied des Kunstvereins Konstanz
- 1979: Honorarprofessor der Fachhochschule Konstanz (heute HTWG)
- 1990: Ehrenring der Stadt Konstanz